# Steinway (Queens)

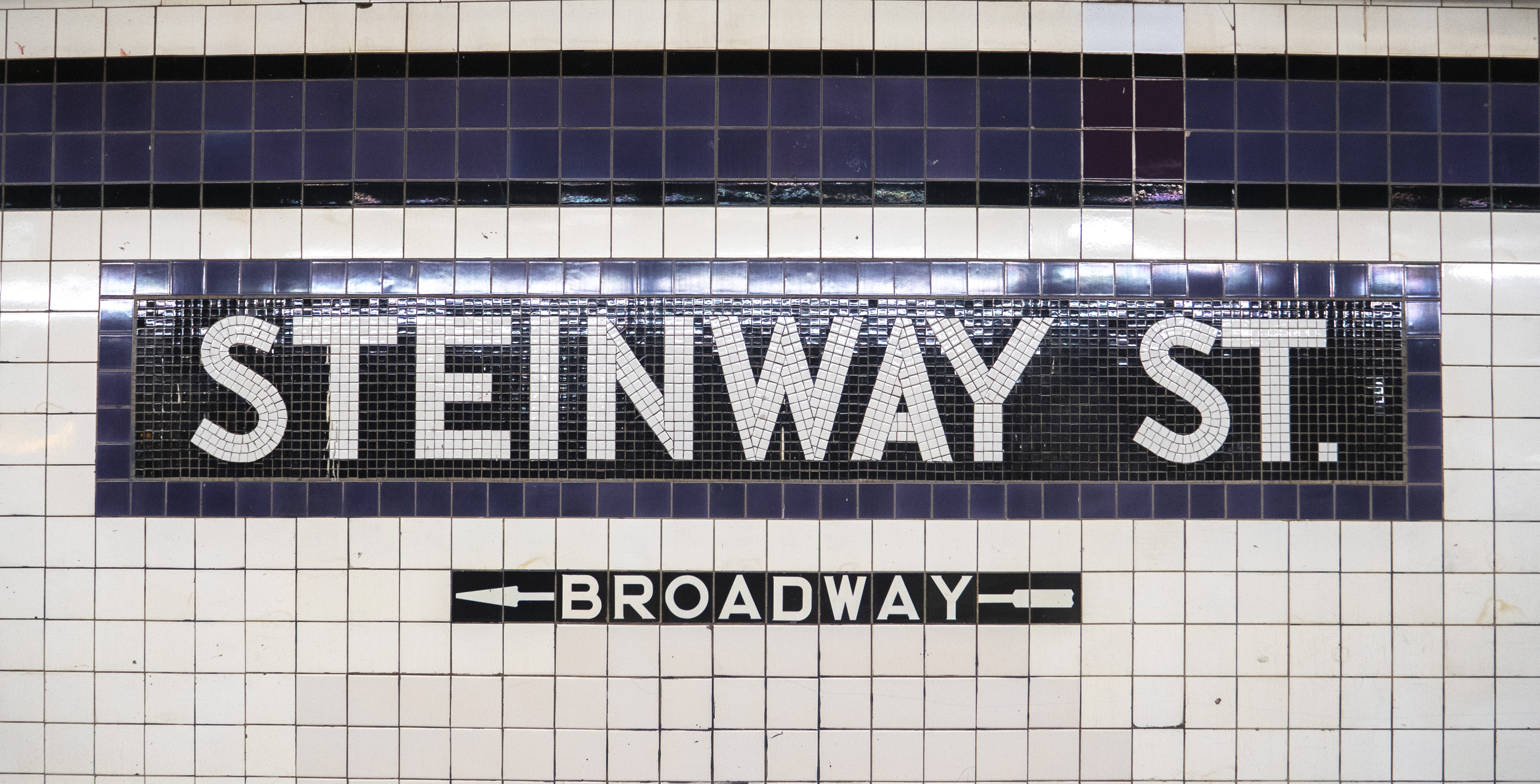
Eine Mosaik-Namentafel an der Station Steinway Street der IND Queens Boulevard Line.

Steinway ist ein Stadtviertel im Nordwesten des Stadtbezirks Queens, New York City, der durch die Geschichte des Klavierherstellers Steinway & Sons geprägt ist.

## Etymologie
Der Name „Steinway“ geht auf die deutsche Einwandererfamilie Steinway zurück, die Mitte des 19. Jahrhunderts das berühmte Klavierunternehmen Steinway & Sons gründete. Henry Engelhard Steinway, der Gründer, ließ sich mit seiner Familie und seiner Fabrik in diesem Teil von Queens nieder, wodurch das Viertel seinen Namen erhielt.

## Geografie
Steinway liegt im Nordwesten von Queens und grenzt an Astoria, Ditmars und Bowery Bay. Das Gebiet erstreckt sich ungefähr zwischen Ditmars Boulevard im Süden, Bowery Bay im Norden, 31st Street im Westen und Hazen Street im Osten. Steinway Street ist die zentrale Geschäftsstraße des Viertels.

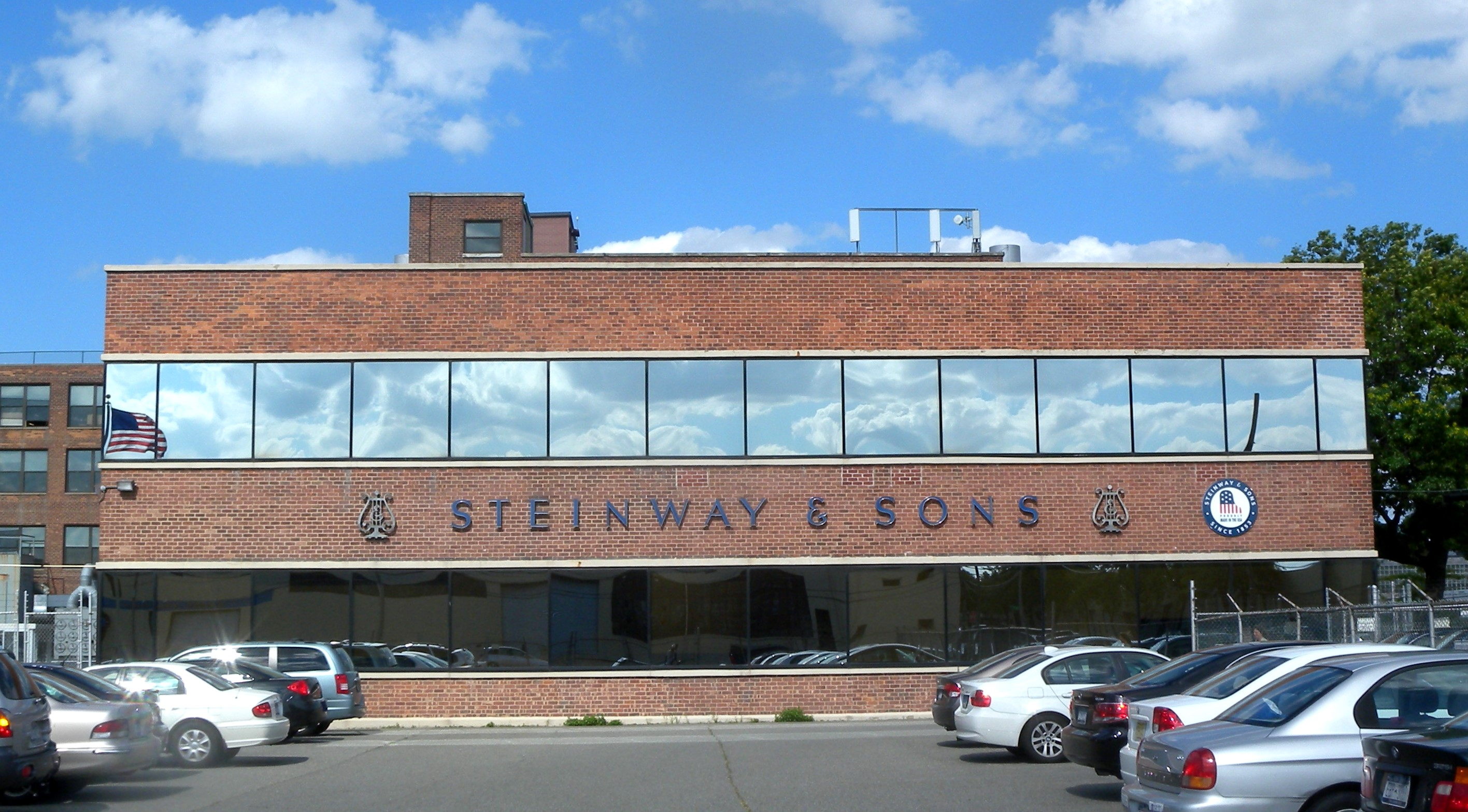
Blick nach Nordosten von der 19th Avenue westlich der Steinway Street auf die Steinway-Fabrik

## Geschichte
Im Jahr 1870 kaufte Henry Steinway rund 400 Acres Land, um eine neue Fabrik und eine Arbeitersiedlung – das sogenannte „Steinway Village“ – zu errichten. Diese Siedlung bot den Mitarbeitern nicht nur Arbeitsplätze, sondern auch Wohnungen, Kirchen, Parks und eigene Infrastruktur. Dadurch entstand eine enge Verbindung zwischen Unternehmen und Nachbarschaft. Die Gegend wurde 1974 als „Steinway Historic District“ unter Denkmalschutz gestellt, um die historische Bausubstanz und das Erbe der Familie Steinway zu bewahren.

## Demografie
Das Gebiet Ditmars-Steinway zählt 2020 rund 44.000 Einwohner mit einem Medianalter von 36 Jahren. Die Bevölkerung ist ethnisch vielfältig: 62 % sind Weiße, 22 % Hispanics, 10 % Asiaten und 3 % Afroamerikaner. Der Anteil an Menschen mit griechischer und osteuropäischer Herkunft ist besonders hoch. Die Nachbarschaft gilt als wohlhabend, mit einem mittleren Haushaltseinkommen von über 100.000 US-Dollar.

## Infrastruktur
Steinway ist durch mehrere Buslinien und die U-Bahn-Linien N und W an das öffentliche Verkehrsnetz angebunden. Die zentrale Steinway Street bietet zahlreiche Einkaufsmöglichkeiten, Restaurants und Dienstleistungen. In der Umgebung gibt es Parks, Schulen und medizinische Einrichtungen.